# Рвигема, Пьер-Селестен
Пьер-Селестен Рвигема (фр. Pierre-Célestin Rwigema; 27 июля 1953, Мандатная территория Бельгии) — руандийский политический и государственный деятель, премьер-министр Руанды (1995—2000).

## Биография
Представитель народности хуту. Окончил Государственный университет Боулинг-Грин в штате Огайо.
Член Республиканского демократического движения.
Был министром образования страны в первом правительстве, сформированном после окончания геноцида в Руанде.
С 31 августа 1995 года по 8 марта 2000 года занимал пост премьер-министра Руанды, сменив Фостена Твагирамунгу.
По окончании срока полномочий эмигрировал в Германию, а затем в США, опасаясь за свою жизнь, где попросил политическое убежище. После одиннадцати лет изгнания вернулся в Руанду в 2011 году.